# Kikka
Kikka (Duits: Katharinenhof) is een plaats in de Estlandse gemeente Räpina, provincie Põlvamaa. De plaats heeft de status van dorp (Estisch: küla) en telt 21 inwoners (2021).
De plaats lag tot in oktober 2017 in de gemeente Veriora. In die maand werd Veriora bij de gemeente Räpina gevoegd.

## Geschiedenis
Kikka werd voor het eerst genoemd in 1871. De plaats lag op het landgoed van Veriora. In de buurt van Kikka lag een veehouderij met de naam Katharinenhof.
In 1977 werd het buurdorp Ilumetsa bij Kikka gevoegd.

## Station
Kikka heeft een station aan de spoorlijn Tartu - Petsjory, dat nog steeds station Ilumetsa (Estisch: Ilumetsa raudteepeatus) heet, naar het verdwenen dorp. Het vroegere stationsgebouw is in gebruik als woonhuis.
Bij het station liggen vijf kraters, ontstaan door meteorietinslagen. De kraters zijn waarschijnlijk ontstaan rond 4500 v.C.